# Kommagene
Kommagene nebo Kommagéné (starořecky Κομμαγηνή), také království Kommagena (starořecky Βασίλειον τῆς Kομμαγηνῆς, arménsky Կոմմագենէի Թագավորութիւն) bylo v helénské a římské době drobné království v Přední Asii. Po určitou dobu bylo vazalským státem římské říše a také se stal římskou provincií. Útvar se nacházel v oblasti dnešního jihovýchodního Turecka, v Adıyamanské provincii. Existovalo mezi lety 163 př. n. l. – 72 n. l. a sloužilo jako nárazníkový stát mezi Armenií, Parthií, Sýrií a Římskou říší, vládli zde panovníci z Orontské dynastie perského původu. Kulturně tedy byla Kommagena smíšená helénsko-perská země, kde se východní vlivy setkávaly se západními. Hlavním městem byla Samosata, která stála v místech novověkého Samsatu. Roku 72 byla Kommagena bez odporu obsazena Římany a král Antiochos IV. (původně dosazený Caligulou) kapituloval. V roce 73 zde byla umístěna římská legie III. Gallica.

## Galerie

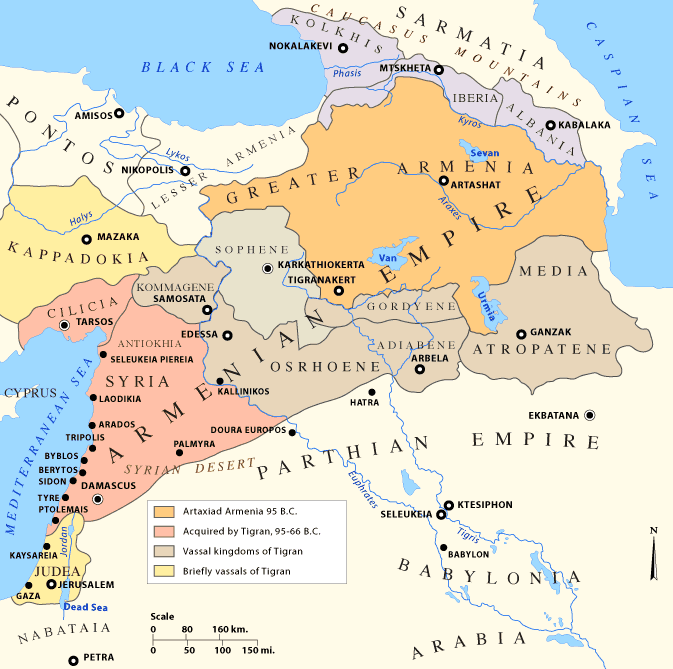
Kommagene zobrazené v područí Arménského království
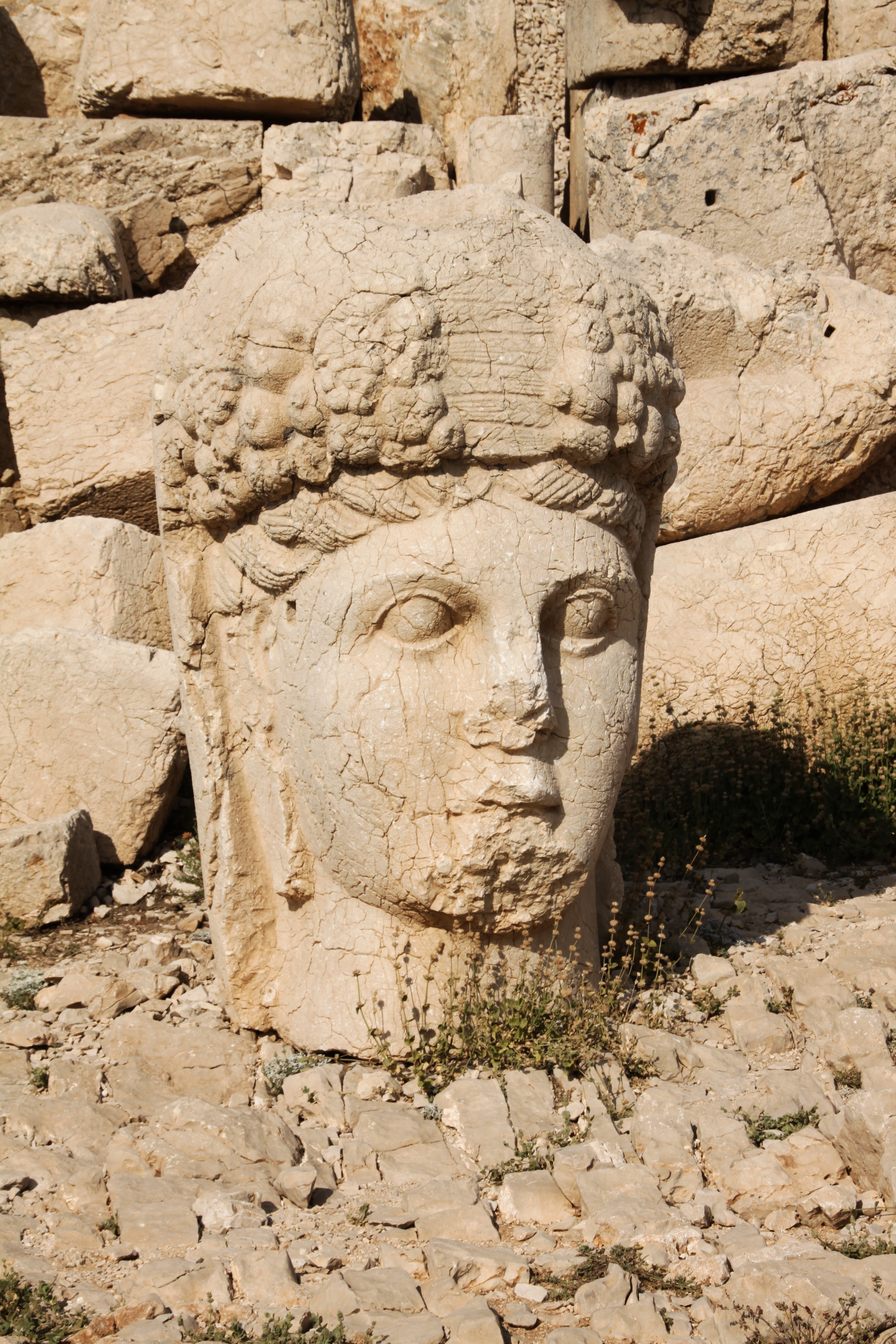
Hlava bohyně Týché, hora Nemrut
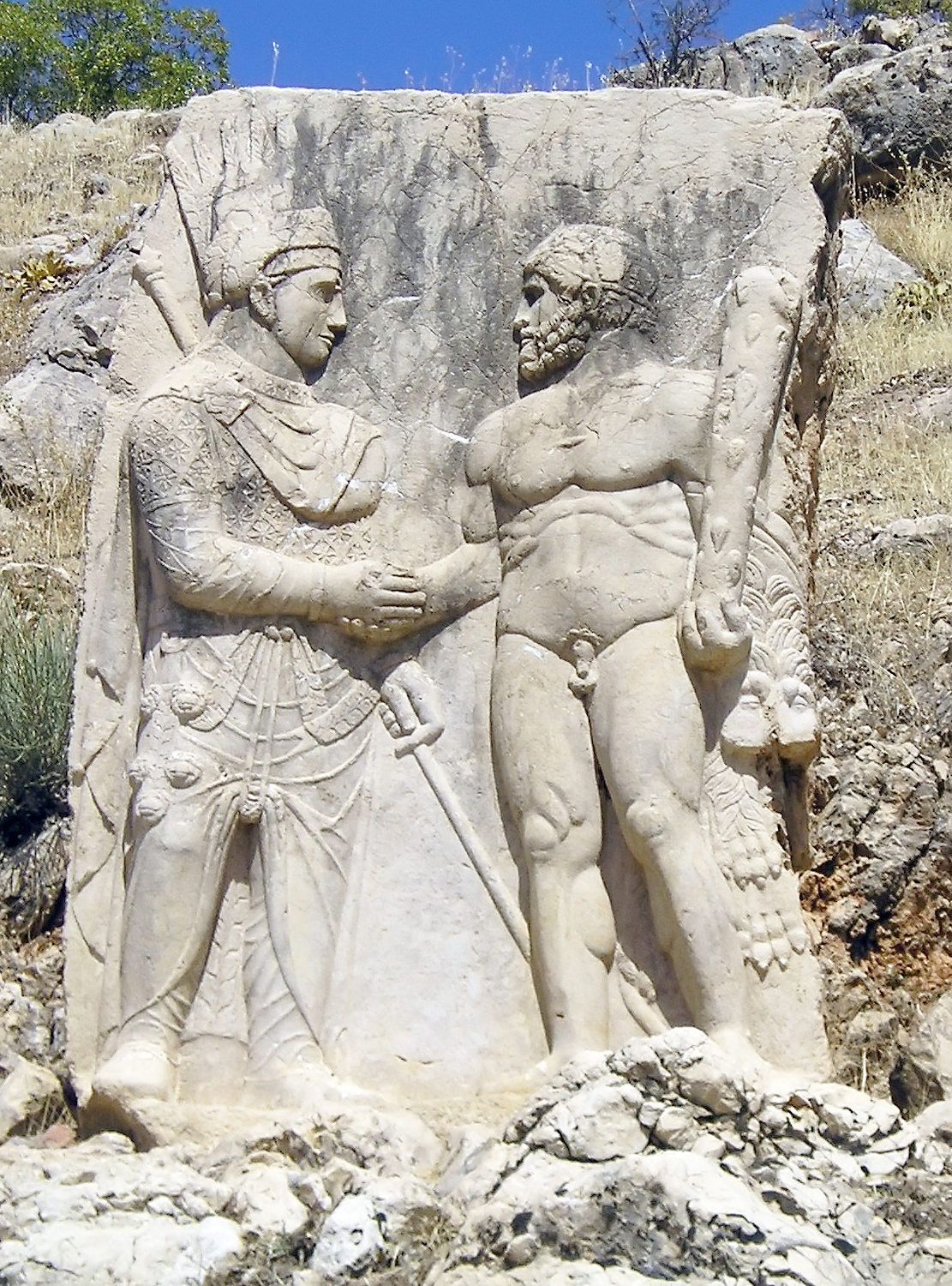
Antiochos I. si podává ruku s Heráklem-Artagnem
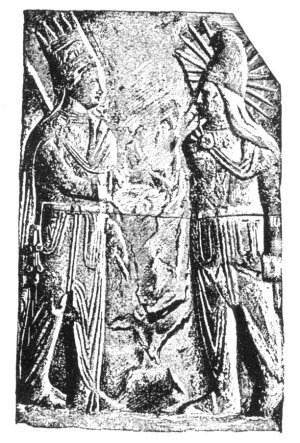
Antiochos I. a bůh Mithras-Hélios
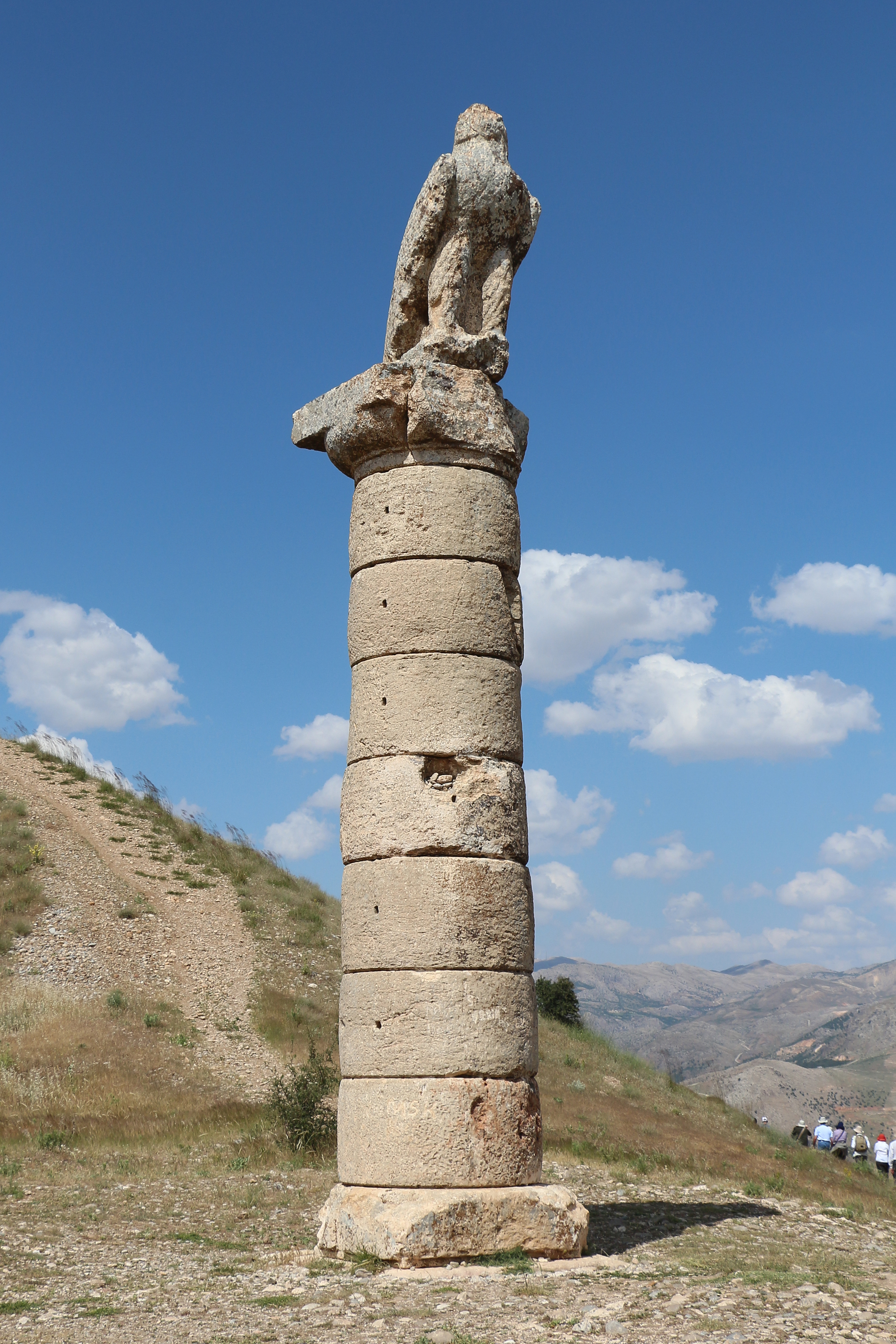
Sloup s orlem na královském pohřebišti Karakuş Tumulus